# Småharkrankar
Småharkrankar (Limoniidae) är en familj av tvåvingar. Enligt Catalogue of Life ingår småharkrankar i överfamiljen Tipuloidea, ordningen tvåvingar, klassen egentliga insekter, fylumet leddjur och riket djur, men enligt Dyntaxa är tillhörigheten istället ordningen tvåvingar, klassen egentliga insekter, fylumet leddjur och riket djur. Enligt Catalogue of Life omfattar familjen Limoniidae 10212 arter. 

## Bildgalleri

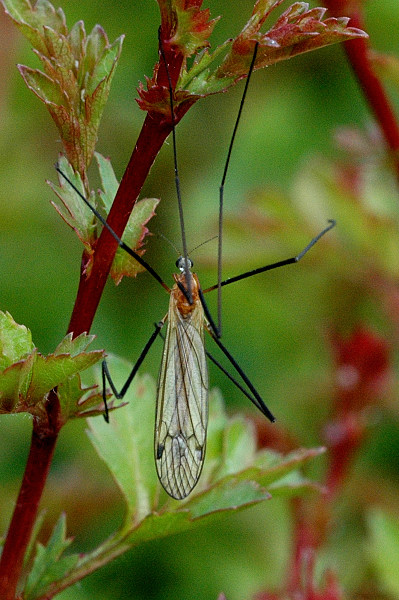
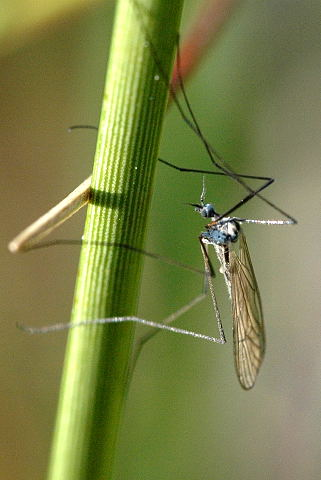
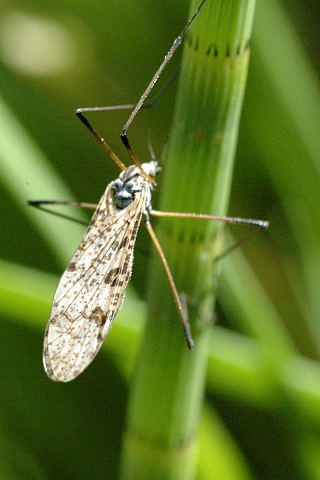
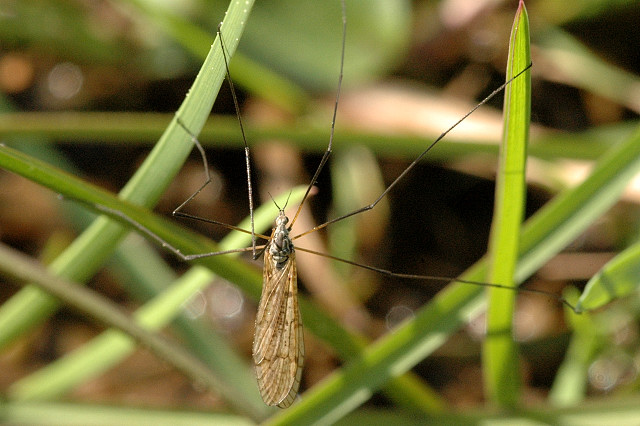
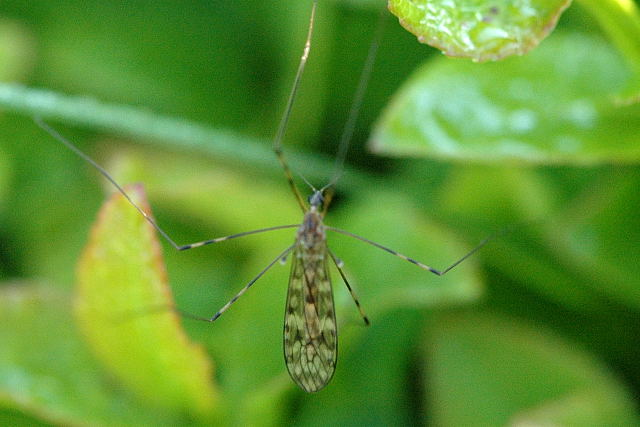
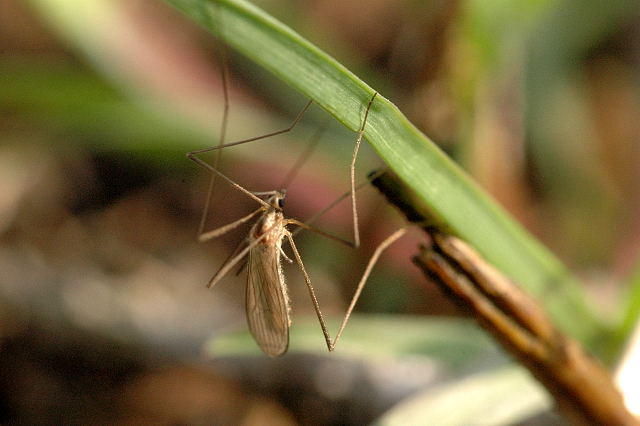

## Dottertaxa till småharkrankar, i alfabetisk ordning[1][2]
- Acantholimnophila
- Achyrolimonia
- Adelphomyia
- Afrolimnophila
- Alfredia
- Amphilimnobia
- Amphineurus
- Antocha
- Aphrophila
- Araucoxenia
- Arctoconopa
- Atarba
- Atypophthalmus
- Austrolimnophila
- Aymaramyia
- Baeoura
- Bergrothomyia
- Beringomyia
- Cheilotrichia
- Chilelimnophila
- Chionea
- Cladura
- Clydonodozus
- Collessophila
- Conosia
- Crypteria
- Cryptolabis
- Ctenolimnophila
- Dactylolabis
- Dapanoptera
- Dasymallomyia
- Degeneromyia
- Dicranomyia
- Dicranoptycha
- Diemenomyia
- Discobola
- Edwardsomyia
- Elephantomyia
- Elliptera
- Ellipteroides
- Eloeophila
- Empedomorpha
- Epiphragma
- Erioconopa
- Erioptera
- Eriopterella
- Eriopterodes
- Eugnophomyia
- Euphylidorea
- Eupilaria
- Eutonia
- Geranomyia
- Gnophomyia
- Gonempeda
- Gonomyia
- Gonomyodes
- Gonomyopsis
- Grahamomyia
- Gymnastes
- Gynoplistia
- Harrisomyia
- Helius
- Hesperoconopa
- Heterolimnophila
- Hexatoma
- Hoplolabis
- Horistomyia
- Hovamyia
- Hoverioptera
- Idiocera
- Idiognophomyia
- Idioptera
- Ilisia
- Jivaromyia
- Lechria
- Lecteria
- Leolimnophila
- Libnotes
- Limnophila
- Limnophilella
- Limnophilomyia
- Limnorimarga
- Limonia
- Lipsothrix
- Maietta
- Medleromyia
- Mesolimnophila
- Metalimnobia
- Metalimnophila
- Molophilus
- Neocladura
- Neognophomyia
- Neolimnomyia
- Neolimnophila
- Neolimonia
- Neophilippiana
- Nippolimnophila
- Notholimnophila
- Nothophila
- Orimarga
- Ormosia
- Orosmya
- Paradelphomyia
- Paralimnophila
- Pelosia
- Phantolabis
- Phylidorea
- Phyllolabis
- Pilaria
- Platylimnobia
- Polymera
- Prionolabis
- Prionota
- Prolimnophila
- Protohelius
- Pseudolimnophila
- Quathlambia
- Quechuamyia
- Rhabdomastix
- Rhamphophila
- Rhipidia
- Rhypholophus
- Riedelomyia
- Scleroprocta
- Shannonomyia
- Sigmatomera
- Skuseomyia
- Spyloptera
- Styringomyia
- Symplecta
- Taiwanina
- Taiwanomyia
- Tasiocera
- Tasiocerellus
- Teucholabis
- Thaumastoptera
- Thrypticomyia
- Tinemyia
- Tipulimnoea
- Tipulina
- Tonnoiraptera
- Tonnoirella
- Tonnoiromyia
- Toxorhina
- Trentepohlia
- Trichoneura
- Trichotrimicra
- Ulomorpha
- Unguicrypteria
- Xenolimnobia
- Zaluscodes
- Zelandomyia